# Sweet Oblivion (banda)
Sweet Oblivion es un grupo español de pop-folk-rock, procedente de Guecho, Vizcaya.
El grupo se formó en abril de 2006, tomando su nombre del título del sexto álbum de estudio del grupo norteamericano Screaming Trees, banda liderada por el cantante Mark Lanegan. Su significado literal es dulce olvido.
Sweet Oblivion nació originalmente como un proyecto paralelo del músico Alfonso Arana, cantante, guitarrista y compositor del grupo de Guecho Cujo (banda) (1995-2006) y antiguo miembro del mítico grupo bilbaíno Cancer Moon (1991-1995).
Los puntos fuertes del grupo residen en las composiciones y en el resultado de la unión de las voces de Ce y de Alfonso.
En junio de 2006 entraron en los estudios Tío Pete de Urdúliz (Vizcaya) a grabar su primer disco, “Wasted Lovesongs”, el cual fue editado en enero de 2007 por el sello independiente bilbaíno Noizpop Recordings. Ese mismo año participaron en el programa Artistas en Ruta y estuvieron presentando el disco en diferentes salas dentro y fuera del País Vasco.
En 2008 el grupo continuó presentando su primer disco y a principios de verano entraron a grabar su nuevo disco nuevamente en los estudios Tío Pete de Urdúliz. Esta vez contaron con la ayuda del productor José Mª Rosillo, quien también se encargó de mezclar el disco en los estudios Audiomatic de Madrid.
En noviembre de ese mismo año, el grupo ficha por Lucinda Records, sello asociado a Subterfuge Records. Su nuevo disco "Black Sheep Serenade", se edita en marzo de 2009. Un mes más tarde, el batería Bruno Zumárraga entra en el grupo en sustitución de Gurru.
En 2010 el grupo graba 12 nuevos temas en los estudios Tío Pete con la producción de Jose Mª Rosillo, quien nuevamente se encarga de mezclar y producir el nuevo trabajo del grupo. Ce aporta 2 composiones propias y otras tantas colaboraciones con Alfonso, quien hasta ahora era el encargado de componer todo el material del grupo.
El álbum lleva por título "The Natural" y se prevé su edición para principios de 2011.

## Miembros
- Ce: voz y teclados.
- Alfonso Arana: voz y guitarra.
- Txema Solano: bajo.
- Bruno Zumárraga: batería.

## Discografía

### Álbumes
- Wasted Lovesongs (Noizpop Recordings, 2007)
- Black Sheep Serenade (Lucinda Records, 2009)

### Recopilatorios
- Black Sheep Serenade en el recopilatorio Come On, Lucinda! (Lucinda Records, 2009)